# Straßenbahnbetriebshof Baumgartnerstraße

Straßenbahnbetriebshof Baumgartnerstraße

Der Straßenbahnbetriebshof Baumgartnerstraße vor dem Roten Tor in Augsburg ist das einzige verbliebene Depot der Straßenbahn Augsburg. Zum Betriebshof gehört auch eine Straßenbahnwerkstatt.
Der älteste Kern des Anlagenkomplexes in der Baumgartnerstraße 9–11 ist die historische, später erweiterte Bahnhofshalle des Bahnhofs Augsburg. Dieser wurde 1839 als Endbahnhof der Bahnstrecke München–Augsburg gebaut. Die Bahnhofshalle wurde aber nur wenige Jahre in dieser Funktion genutzt. Sie diente anschließend lange als Militärreithalle, bevor sie in ein Straßenbahndepot umgebaut wurde.
Die mehr als 180 Jahre alte Bahnhofshalle ist eine der ältesten, wenn nicht sogar die älteste erhaltene weltweit. Sie steht zusammen mit einem in den 1920er Jahren errichteten, expressionistischen turmartigen Wohn- und Betriebsbau unter Denkmalschutz.

## Geschichte

### Bahnhof Augsburg

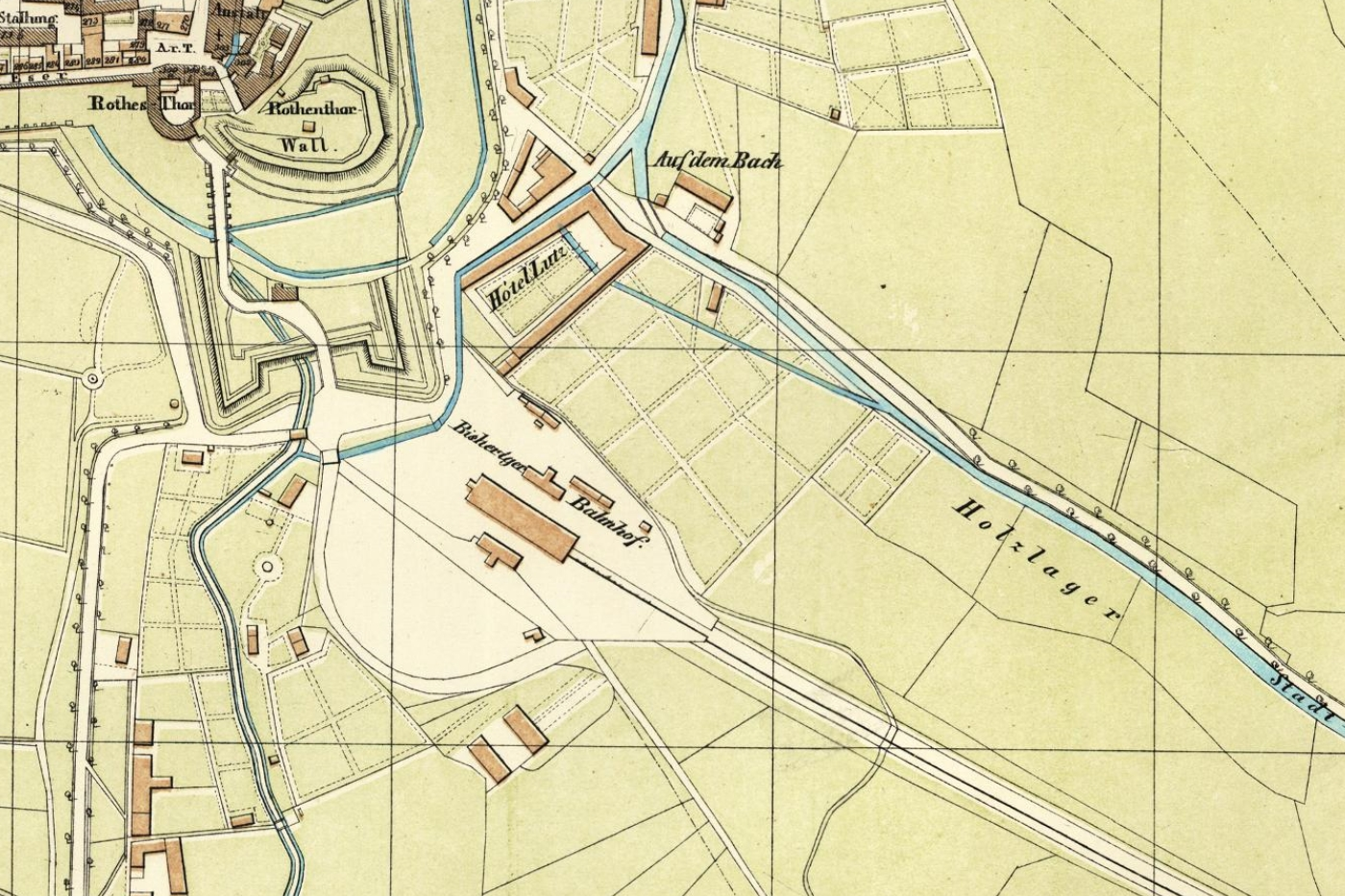
Der Bahnhof Augsburg auf einem Stadtplan aus dem Jahre 1846

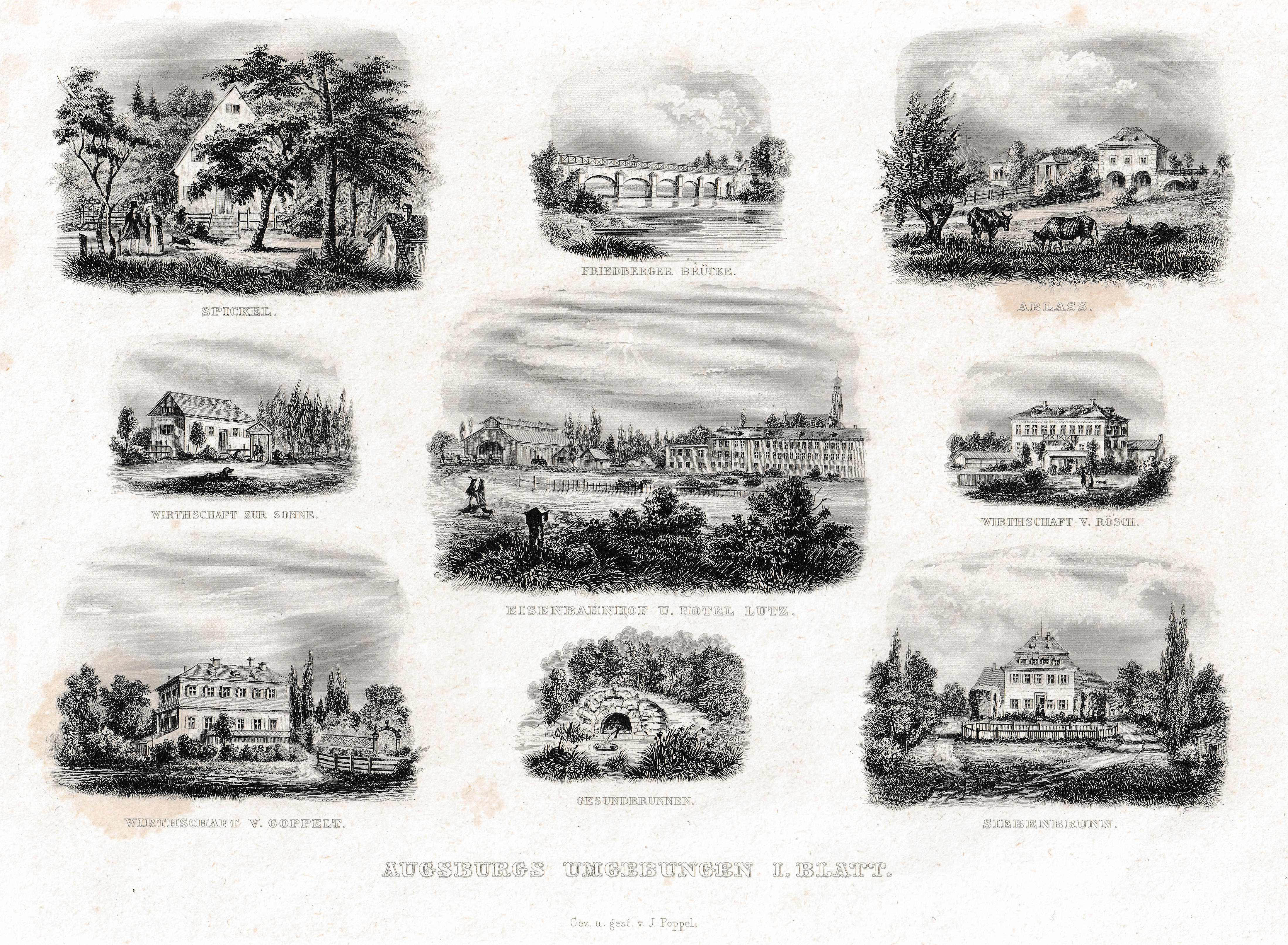
Bahnhof Augsburg mit dem Hotel Lutz (mittleres Bild)

Der aus der Oberpfalz stammende Maurermeister und Architekt Johann Georg Gollwitzer gründete 1839 ein Baugeschäft in Augsburg und erhielt von der München-Augsburger Eisenbahn-Gesellschaft den Auftrag zur Ausführung der Halle des ersten Augsburger Bahnhofs. Die heute noch erhaltene Bahnhofshalle ist 60 Meter lang, hat einen basilikalen Querschnitt und eine hölzerne Tragwerkkonstruktion.
Bereits 1839 verkehrte auf dem Gleis zwischen dem Kopfbahnhof und der Haltestelle Spickel eine Pferdebahn, die allein in der Zeit vom 4. Mai bis zum 28. Juni 1839 16.996 Personen beförderte. Mit Vollendung der Strecke von München traf am 4. Oktober 1840 der erste Zug im neuen Kopfbahnhof ein.
In der Bahnhofshalle waren ursprünglich drei Gleise verlegt. So war es möglich, zwei Züge gleichzeitig wettergeschützt abzufertigen. Das mittlere dritte Gleis diente als Umsetzgleis für die Lokomotiven. An der Stirnseite der Halle befanden sich zwei Drehscheiben, mit denen die Lokomotiven für die Rückfahrt nach München gedreht werden konnten.
Zum Bahnhof gehörte auch ein Betriebsgebäude zur Wartung der Fahrzeuge. Gebäude für Wartesäle, Gepäckabfertigung und Verwaltung waren zwar geplant, wurden aber nie umgesetzt, da sich schnell herausstellte, dass der Kopfbahnhof den rasch steigenden Anforderungen nicht gewachsen war.
Sehr bald nach der Fertigstellung der Eisenbahnverbindung München–Augsburg wurde der Bau der Eisenbahnverbindung von Augsburg über Donauwörth nach Nürnberg beschlossen. Die Endpunkte beider Bahnstrecken in Augsburg sollten nach Möglichkeit in einem gemeinsamen Bahnhof verbunden werden, wobei auch die Fortsetzung der Strecke nach Lindau bereits eingeplant wurde. Hierfür wurde der bestehende Kopfbahnhof aufgegeben und ein neuer Durchgangsbahnhof im Westen der heutigen Altstadt angelegt, der heutige Augsburger Hauptbahnhof. Die Strecke Augsburg–Nürnberg wurde Teil der 1843 begonnenen Ludwig-Süd-Nord-Bahn.
Mit Verstaatlichung der München-Augsburger Eisenbahn-Gesellschaft wurde 1844 der Kopfbahnhof am Roten Tor von den Königlich Bayerischen Staatseisenbahnen übernommen. Der neue Durchgangsbahnhof ging im Juli 1846 in Betrieb. Der Kopfbahnhof wurde für kurze Zeit noch als Güterbahnhof genutzt. Anschließend wurde die Bahnhofshalle einer ganz neuen Nutzung zugeführt: sie wurde zu einer Reithalle einer Militärreitschule umfunktioniert.

### Militärreithalle
In der Reitschule wurden zunächst Chevaulegers (leichte Kavallerie) ausgebildet. Das ehemalige Benediktinerkloster St. Ulrich und Afra diente als Reiterkaserne und die dazugehörenden Pferdestallungen befanden sich unmittelbar neben der Reitschule.
Die Pferdestallungen gehörten zum königlich bayerischen Landgestüt, in dem Deckhengste gehalten und Militär-Jungpferde gezüchtet wurden. Die Königliche Bezirks-Gestüts-Inspektion wurde 1862 an der Baumgartnerstraße schräg gegenüber der Reithalle errichtet.
In den folgenden Jahrzehnten wuchs die Stadt stark und die Gegend um die Militärreithalle wurde ein beliebtes Baugebiet. 1903 zog das Gestüt aus Platzgründen von der Baumgartnerstraße in eine neu erbaute Anlage, etwa 1,5 Kilometer südöstlich, um.
Später entstand unmittelbar neben dieser neuen Anlage der Zoo Augsburg.

### Straßenbahndepot II / Straßenbahnbetriebshof mit Straßenbahnwerkstatt
Nach dem Ersten Weltkrieg hatte der bayerische Staat für die Reithalle keine Verwendung mehr. Da der Betriebshof I am Senkelbach den Anforderungen räumlich nicht mehr gewachsen war und auch nicht mehr erweitert werden konnte, kaufte 1920 die Stadt Augsburg – eine frühe Konversion von ehemals militärisch genutzten Objekten – die Halle des alten Augsburger Bahnhofs und das dazugehörige Gelände. Nach ersten Umbauten entstanden Abstellmöglichkeiten für 40 Triebwagen. Dabei wurde die vormalige Kopfbahnhofshalle, in die die Eisenbahngleise von Südosten her eingemündet hatten, an ihrer anderen, dem Stadtzentrum zugewandten Nordwestseite für die Ein- und Ausfahrt der Straßenbahnen geöffnet.
Außerdem entstand eine kleine Straßenbahnwerkstatt, die später zur Hauptwerkstätte umfunktioniert wurde. Im Jahr 1926 wurde an der bestehenden Halle angebaut, so dass weitere 30 Triebwagen Platz fanden. Am Flügelbau entstand ein neuer Turm, in dem drei Dienstwohnungen, Büroräume und ein Fahrschulraum unterkamen. Durch Erweiterungsarbeiten der Werkstätten des Betriebshofs I wurde es erforderlich, auch im Straßenbahndepot II Kapazität für weitere 30 Triebwagen zu schaffen. Als durch einen Kurzschluss die hölzerne Hauptwagenhalle abbrannte, wurde die Gelegenheit zum Bau eines Flügels genutzt, der 1931 seiner Bestimmung als Gleisbauwerkstätte übergeben wurde. Nun stand im Betriebshof II genügend Abstellfläche für die Wagen aller Linien, mit Ausnahme der Linie 5, zur Verfügung.
Obwohl es vor dem Zweiten Weltkrieg bereits Pläne für den Neubau einer Hauptwerkstatt gab, entstand 1939 ein Anbau am Betriebshof II, der als Aufenthaltsraum und Unterrichtsraum für das Fahrpersonal diente. 1942 wurde eine Werkstattgrube für Omnibusse gebaut. 1957 wurde der Omnibusbetriebshof vom nicht mehr genutzten Betriebshof I zum Betriebshof II, der nun als Hauptwerkstätte diente, verlagert. Nach einer weiteren Erweiterung des Omnibusbetriebshofs im Jahr 1961 reichte hier schon bald der Platz nicht mehr und so wurde der Omnibusbetriebshof im Jahr 1975 auf ein städtisches Gelände zwischen Johannes-Haag-Straße und Lechhauser Straße verlegt.
Zwischen 1995 und 2000 wurden die Gebäude um die historische Halle zum heutigen, modernen Straßenbahnbetriebshof erweitert und erneuert. Der offene historische Dachstuhl der historischen Bahnhofshalle mit dem gut erhaltenen Gebälk steht unter Denkmalschutz. Die Halle präsentiert sich heute noch fast wie im Erbauungsjahr 1838.

Außenansicht des historischen Bahnhofs im heutigen Straßenbahnbetriebshof
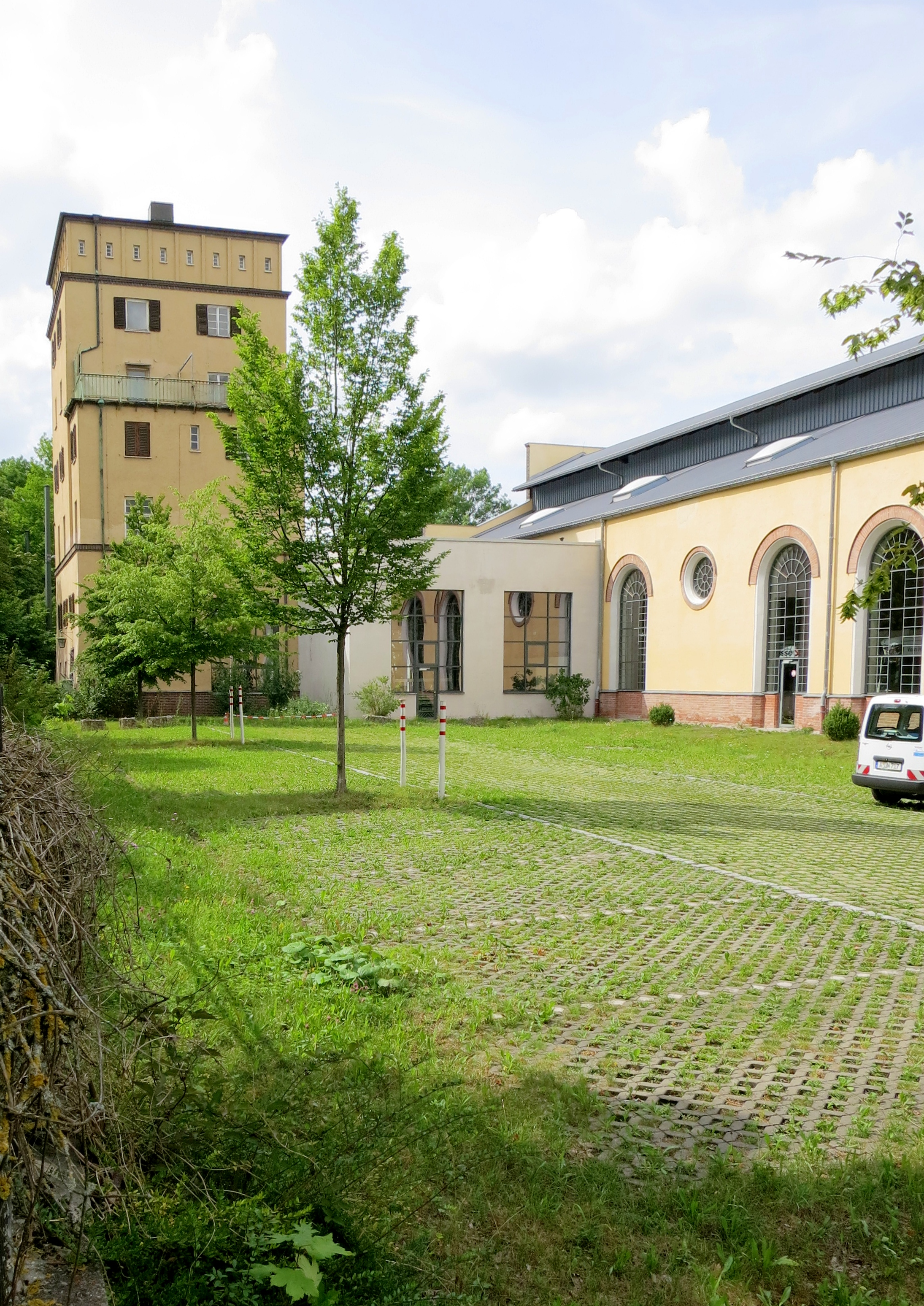
Der turmartige Wohn- und Betriebsbau an der Baumgartnerstraße
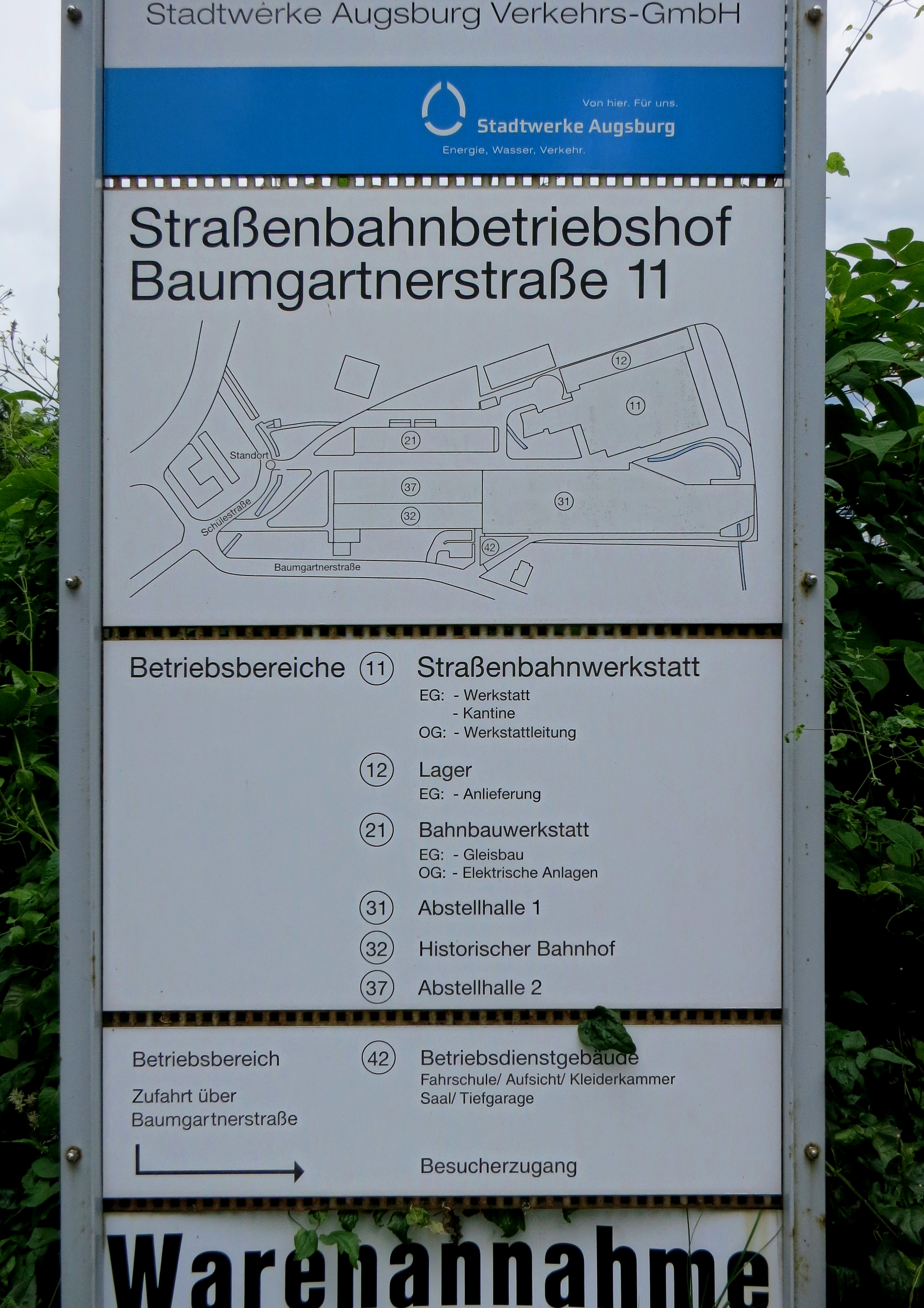
Tafel an den Zufahrtsgleisen zum Straßenbahnbetriebshof mit Übersichtsplan